# رولف مولر
رولف مولر (بالألمانية: Rolf Müller)‏ هو متزلج جماعي ألماني، ولد في 4 أغسطس 1961 في Weidenau ‏ في ألمانيا.

## وصلات خارجية
- رولف مولر على موقع أوليمبيديا (الإنجليزية)